# مارك جنكينز
مارك جنكينز (بالإنجليزية: Marc Jenkins)‏ (و. 1976  م) هو منافس ألعاب قوى، ومتسابق ثلاثي من المملكة المتحدة، وويلز، شارك في الألعاب الأولمبية الصيفية 2004، ودورة ألعاب الكومنولث 2002، ودورة ألعاب الكومنولث 2006.

## روابط خارجية
- مارك جنكينز على موقع أوليمبيديا (الإنجليزية)
- مارك جنكينز على موقع اللجنة الأولمبية البريطانية (الإنجليزية)
- مارك جنكينز على موقع اتحاد ألعاب الكومنولث (مؤرشف) (الإنجليزية)